# Domino Cars

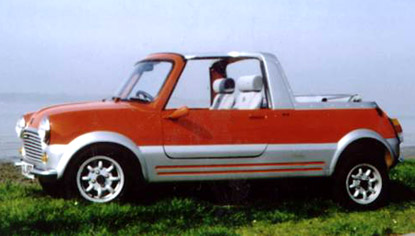
Domino Cabrio

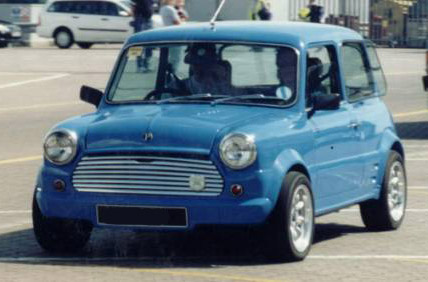
Domino HT

Domino Cars-Organisation, zuvor Domino Cars, Domino Car Company (UK) Limited, Domino Composites und Composite Designs, war ein britischer Hersteller von Automobilen. Ferner werden die Firmierungen Domino Composite Products Limited und Composite Designs & Products Limited genannt.

## Unternehmensgeschichte
John Ingram gründete 1986 das Unternehmen Domino Cars in Southampton in der Grafschaft Hampshire. Er begann mit der Produktion von Automobilen und Kits. Der Markenname lautete Domino. 1994 erfolgte eine Umfirmierung in Domino Car Company (UK) Limited, als John Chapman das Unternehmen übernahm, und 2004 eine weitere in Domino Composites unter Leitung von Colin Moore. 2006 wurde daraus Composite Designs. Nach deren Liquidation Ende 2007 setzte Domino Cars-Organisation unter Leitung von Ian E. Broadbent die Produktion fort. 2008 endete die Produktion. Insgesamt entstanden etwa 220 Exemplare.
Die Internetseite opencorporates.com stellt den Verlauf etwas anders dar. Demnach wurde das Unternehmen am 7. Mai 1986 gegründet. Am 7. Dezember 2001 änderte sich die Firmierung von Domino Car Company (UK) Limited in Domino Composite Products Limited und am 19. März 2007 in Composite Designs & Products Limited. Am 15. Dezember 2008 wurde das Unternehmen aufgelöst. Der Unternehmenssitz war bis zum 11. Oktober 2006 in Woolston bei Southampton in Hampshire, bis zum 11. Januar 2008 in Eastleigh in Hampshire und danach in Southampton. Direktoren waren John Henry Chapman, John David Ingram bis 2. Dezember 1991, Colin John Chapman bis zum 15. Mai 1996, Peter Cameron-Nott bis zum 6. August 1997, Rosemarie Moore vom 6. Oktober 1997 bis zum 24. November 1999, Gloria Jane Sinclair ab 6. Oktober 2004 sowie Peter Louis Sturges ab 1. Mai 2007.

## Fahrzeuge
Alle Modelle basierten auf dem Mini und hatten eine Karosserie aus Fiberglas. Richard Oakes war der Designer.
Das erste und bestverkaufte Modell war der Pimlico. Es war so etwas wie ein Strandwagen mit Überrollbügel, von dem zwischen 1986 und 2008 etwa 100 Exemplare entstanden.
Der Pup Pickup stand ebenfalls während der gesamten Zeit im Angebot. Dies war ein Pick-up, der etwa zehn Käufer fand.
Das Cabrio ergänzte 1987 das Sortiment. Dies war ein Mini als Cabriolet mit Überrollbügel. Bis 2008 entstanden etwa 45 Exemplare.
Der Premier war eine Abwandlung des Cabrio. Unter anderem waren die Türen kleiner. Der Premier Plus war 15 cm länger. Von diesen beiden Ausführungen entstanden ab 1988 etwa 40 Exemplare.
Der HT war eine Limousine, die es auch in Rennausführung gab. Er fand ab 1988 etwa 25 Käufer.